# McDonnell Douglas MD-80
Los McDonnell Douglas MD-80 (también llamados Boeing MD-80 debido la Fusión de McDonnell Douglas y Boeing desde 1997) son una serie de aviones de pasajeros de corto y medio alcance desarrollados por la empresa McDonnell Douglas entre 1979 y 2000. La serie incluye los modelos MD-81, MD-82, MD-83, MD-87 y MD-88. Fueron desarrollados a partir del Douglas DC-9 específicamente para responder a las necesidades de operadores de rutas de corto y medio alcance que requerían un avión de mayor capacidad. El diseño básico fue modificado para ofrecer más asientos, mejor economía en la operación, reducir el consumo de combustible y motores mucho más silenciosos. Otros aviones forman también parte de la familia del DC-9, como el  McDonnell Douglas MD-90, y el MD-95 más conocido como Boeing 717 a partir de la fusión con Boeing en 1997.

## Diseño y desarrollo

### Desarrollo previo

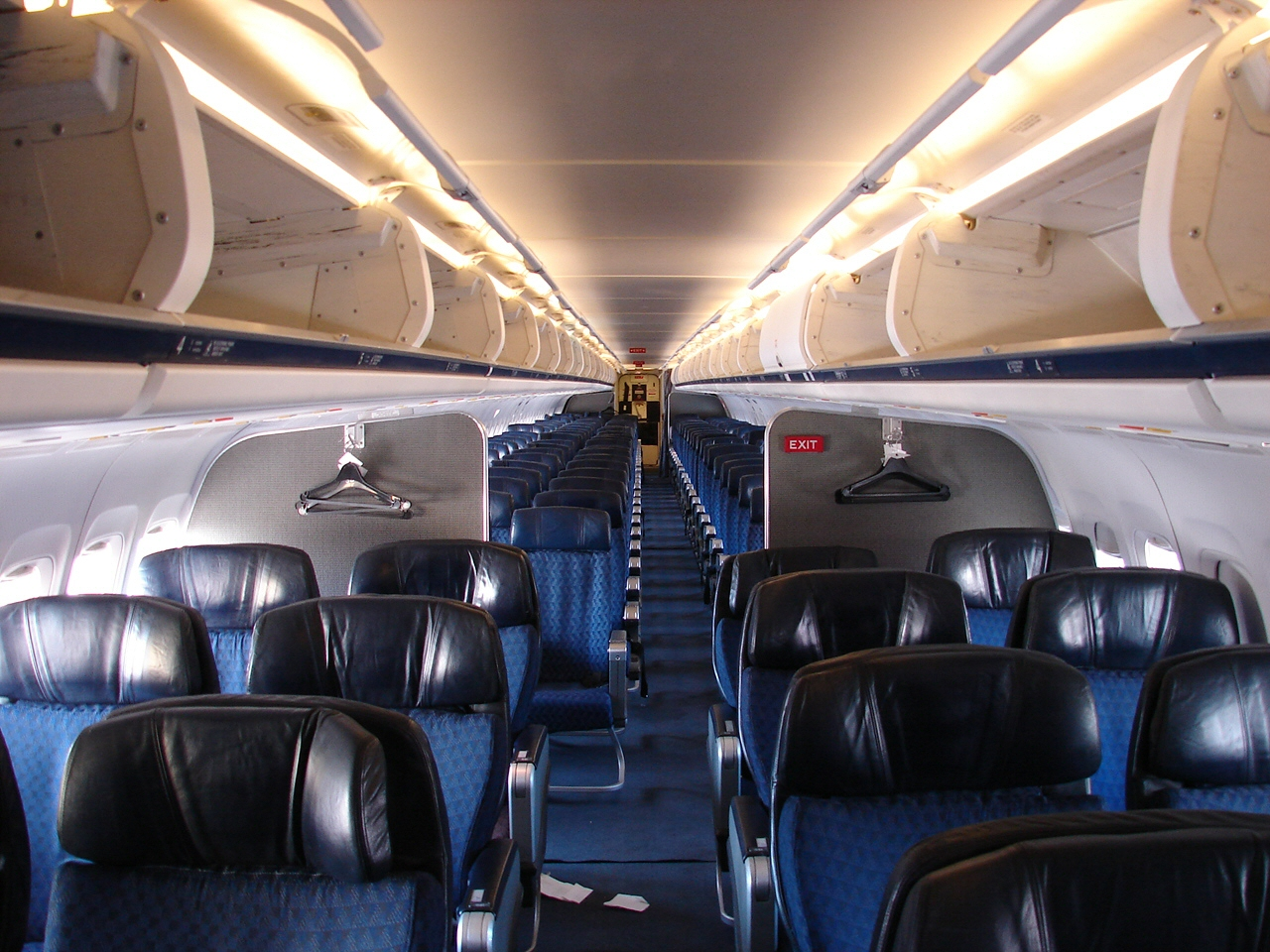
Interior con la distribución de 2 clases

Douglas Aircraft desarrolló el DC-9 en la década de 1960 como un complemento de corto radio de su avión DC-8. El DC-9 era un diseño totalmente nuevo para la época, que contaba con dos motores turbojet situados en la parte posterior del fuselaje, así como cola en T. El DC-9 fue diseñado como un avión de fuselaje estrecho con cinco asientos por filas (3-2), pudiendo transportar de 80 a 135 pasajeros, según la versión de la aeronave.
A finales de los años 70, se comenzó a desarrollar una nueva versión del DC-9 con algunas mejoras, como un fuselaje alargado que le permitía llevar hasta 179 pasajeros, unos  motores más eficientes y silenciosos o un cockpit más moderno, entre otros. Inicialmente se denominó DC-9-80 y DC-9 Súper 80. Sin embargo, se le cambió la denominación a MD-80. Se fabricaron diversas versiones del MD-80 en dos longitudes de fuselaje distintas.
Actualmente, unas 31 aerolíneas vuelan este avión; sin embargo los más grandes operadores han sido American Airlines, Delta Air Lines, LASER Airlines, Aserca Airlines, PAWA Dominicana, SBA Airlines y Andes Líneas Aéreas.
En los años 90 se desarrolló una versión modernizada del MD-80, que se denominó MD-90. Sin embargo, no tuvo la misma acogida que su versión anterior. Más tarde se crearía el último proyecto, el MD-95, o como se llama actualmente, Boeing 717.

### Conversiones de cargueros
En febrero de 2010, Aeronautical Engineers Inc. (AEI), con sede en Miami, Florida, anunció que estaba comenzando un programa de conversión de cargueros para la serie MD-80. Los aviones convertidos utilizan la designación "MD-80SF". AEI fue la primera empresa en recibir un certificado de tipo complementario para la familia MD-80 de la FAA en febrero de 2013. La primera conversión se llevó a cabo en un avión MD-82 de American Airlines, que se utilizó como banco de pruebas para el tipo complementario. El MD-80SF realizó su vuelo inaugural el 28 de septiembre de 2012. AEI está certificado para realizar conversiones en aviones MD-81, MD-82, MD-83 y MD-88. El cliente de lanzamiento del servicio de conversión es Everts Air Cargo. En octubre de 2015, el MD-80SF fue aprobado por la EASA. El primer MD-80SF se entregó a Everts Air Cargo en febrero de 2013.

## Especificaciones
| (DC-9-81) Referencia datos: - Capacidad: Pasajeros, configuraciones: 1 clase: 172; 2 clases: 155; 3 clases: Sin variación - Carga: 35,5 m³ (volumen) - Longitud: 45,1 m (148 ft) - Envergadura: 32,8 m (107,6 ft) - Altura: 9,1 m (29,7 ft) - Peso vacío: 35 300 kg (77 801,2 lb) - Peso máximo al despegue: 63 503 kg (139 960,6 lb) - Planta motriz: 2× turbofán Pratt & Whitney JT8D-209 / Pratt & Whitney JT8D-217A/C. - Empuje normal: 82,3 kN (8391 kgf; 18 499 lbf) de empuje cada uno. - Máxima carga de combustible: 22 107 litros (5.840 galones estadounidenses). - Velocidad crucero (Vc): 811 km/h (504 MPH; 438 kt) - Alcance: 2897 km (1564 nmi; 1800 mi) - Alcance en combate: km | (DC-9-82) Referencia datos: - Capacidad: Pasajeros, configuraciones: 1 clase: 172; 2 clases: 152; 3 clases: Sin variación - Carga: Ver MD-81 - Longitud: Ver MD-81 - Envergadura: Ver MD-81 - Altura: Ver MD-81 - Peso vacío: 35 400 kg (78 021,6 lb) - Peso máximo al despegue: 67 812 kg (149 457,6 lb) - Planta motriz: 2× turbofán P&W JT8D-217A/C. - Empuje normal: 89 kN (9072 kgf; 20 000 lbf) de empuje cada uno. - Máxima carga de combustible: Ver MD-81 - Velocidad crucero (Vc): Ver MD-81 - Alcance: 3798 km (2051 nmi; 2360 mi) - Alcance en combate: km | (DC-9-83) Referencia datos: - Capacidad: Pasajeros, configuraciones: 1 clase: 172; 2 clases: 155; 3 clases: Sin variación - Carga: 28,7 m³ (volumen) - Longitud: Ver MD-81 - Envergadura: Ver MD-81 - Altura: Ver MD-81 - Peso vacío: 36 200 kg (79 784,8 lb) - Peso máximo al despegue: 72 575 kg (159 955,3 lb) - Planta motriz: 2× turbofán Pratt & Whitney JT8D-219. - Empuje normal: 93,4 kN (9525 kgf; 20 999 lbf) de empuje cada uno. - Máxima carga de combustible: 26 498 litros (5.840 galones). - Velocidad crucero (Vc): Ver MD-81 - Alcance: 4635 km (2503 nmi; 2880 mi) - Alcance en combate: km |

| (DC-9-87) Referencia datos: - Capacidad: Pasajeros, configuraciones: 1 clase: 139; 2 clases: 130; 3 clases: Sin variación - Carga: 26,5 m³ (volumen) - Longitud: 39,7 m (130,2 ft) - Envergadura: 32,8 m (107,6 ft) - Altura: 9,3 m (30,5 ft) - Peso vacío: 33 200 kg (73 172,8 lb) - Peso máximo al despegue: 63 503 kg (139 960,6 lb) / 67 813 kg (149 502 lb) - Planta motriz: 2× turbofán Pratt & Whitney JT8D-217C. - Empuje normal: 89 kN (9072 kgf; 20 000 lbf) de empuje cada uno. - Máxima carga de combustible: 22 107 / 26 498 litros (5.840 galones estadounidenses). - Velocidad crucero (Vc): 811 km/h (504 MPH; 438 kt) - Alcance: 4395 km (2373 nmi; 2731 mi) - Alcance en combate: km |

## Accidentes e incidentes
Hasta el 21 de junio de 2022, la serie MD-80 se ha visto envuelta en 57 incidentes incluyendo 23 accidentes con la pérdida del avión con 1023 fallecimientos.
- El 1 de diciembre de 1981, el vuelo 1308 de Inex-Adria Aviopromet, un MD-81 que cubría la ruta se estrelló contra el monte de Córcega. San Pietro durante un patrón de espera para aterrizar en el Aeropuerto Campo dell'Oro, Ajaccio, Francia. los 180 pasajeros y la tripulación murieron. Este fue el primer incidente fatal que involucró a la serie MD-80 y también el más mortal.[8]

- El 16 de agosto de 1987, el vuelo 255 de Northwest Airlines, un MD-82 de matrícula N312RC que cubría la ruta Detroit, Míchigan - Santa Ana, California, se estrelló en la Interstate 94, en Detroit, falleciendo en este accidente 154 personas a bordo y dos transeúntes en tierra, dando el total de 156. Sólo sobrevivió una niña de 4 años, Cecelia Cichan, que sufrió heridas graves. La causa del accidente fue atribuida a un error de los pilotos al omitir la lista de comprobación antes del despegue.

- El 12 de junio de 1988, el vuelo 46 de Austral Líneas Aéreas, un MD-81, se estrelló durante su aproximación al aeropuerto de Posadas, Argentina, matando a las 22 personas a bordo.

- El 27 de diciembre de 1991 el vuelo 751 de Scandinavian Airlines, un MD-81, se estrella cerca del Aeropuerto de Arlanda de Estocolmo al fallar ambos motores. Asombrosamente, todas las personas a bordo sobrevivieron, el avión se partió en tres pedazos. La causa se atribuyó a la ingesta de nieve en los motores.

- El 26 de octubre de 1993, el vuelo 5398 de China Eastern Airlines, un MD-82, se estrelló cerca del aeropuerto de Fuzhou, tras un intento fallido de aproximación, muriendo dos personas a bordo.

- El 13 de noviembre de 1993, el vuelo 6901 de China Northern Airlines, un MD-82 se estrelló en su aproximación al Aeropuerto Internacional de Urumchi, en Sinkiang, China. Fallecieron 12 de los 102 pasajeros a bordo.

- El 1 de junio de 1999, el vuelo 1420 de American Airlines, un MD-82 de matrícula N215AA que cubría la ruta Dallas-Fort Worth-Little Rock, Arkansas, se estrelló al aterrizar en el aeropuerto de Little Rock, causando la muerte de 11 personas, incluido el piloto, 110 personas heridas y 34 ilesas luego de que el avión se saliera de la pista y chocara contra un andén al final de la pista. La causa de este accidente fue atribuida a error de los pilotos y a las malas condiciones del tiempo al momento del aterrizaje.

- El 31 de enero de 2000, el vuelo 261 de Alaska Airlines, un MD-83 con matrícula N963AS que cubría la ruta Puerto Vallarta - San Francisco, California - Seattle, Washington, cayó al Océano Pacífico, cerca de Point Mugu, California, después de volar invertido por unos minutos, al intentar aterrizar de emergencia en el Aeropuerto Internacional de Los Ángeles mientras viajaba proveniente de Puerto Vallarta, México, con destino a San Francisco y Seattle. Fallecieron las 88 personas a bordo. Se determinó que la causa del accidente fue la falla del estabilizador horizontal de la cola al desprenderse por el barrido de la tuerca del sistema de tornillo elevador ACME debido a lubricación insuficiente por parte del personal de mantenimiento de Alaska Airlines, además de la falta de un mecanismo a prueba de fallas en el caso de destrucción de los hilos de la rosca. Este incidente, junto con el accidente previo del avión de ValuJet que se estrelló en 1996, condujo a una supervisión más estrecha de las operaciones de mantenimiento de las aerolíneas por parte de la FAA.

- El 8 de octubre de 2001, el vuelo 686 de Scandinavian Airlines, un MD-87, colisionó con un avión Cessna Citation II al despegar del Aeropuerto de Milán Linate. 110 personas a bordo murieron junto con los 4 ocupantes del Cessna Citation II y otras 4 personas en tierra resultaron heridas. La causa del accidente fue atribuida a la niebla existente en la pista de aterrizaje y al error del controlador aéreo encargado de ambos aviones.

- El 30 de noviembre de 2004, el vuelo 538 de Lion Air, un MD-82, se estrelló en Surakarta, Indonesia, matando a 25 personas.

- El 16 de agosto de 2005, el vuelo 708 de West Caribbean, un MD-82 de matrícula HK-4374X que cubría la ruta Panamá - Martinica, se accidenta en la hacienda La Cucharita, de Machiques, estado Zulia en Venezuela, dejando como víctimas mortales a sus 152 pasajeros y 8 miembros de la tripulación.

- El 16 de septiembre de 2007, el vuelo 269 de One-Two-GO Airlines, un MD-82, se estrella al intentar aterrizar en el Aeropuerto Internacional de Phuket de Tailandia en medio de una intensa lluvia, proveniente del Aeropuerto Internacional Don Mueang de Bangkok. Autoridades aeroportuarias indicaron que el vuelo estaba compuesto por turistas de diversas nacionalidades: ingleses, israelíes y asiáticos. Mueren 90 personas. Los 40 sobrevivientes fueron trasladados a diversos hospitales. En el avión siniestrado viajaban 123 pasajeros y 7 tripulantes.

- El 20 de agosto de 2008, el vuelo JK5022 de Spanair, un MD-82 registrado como EC-HFP saliendo del aeropuerto de Barajas de Madrid en España, se accidentó al despegar hacia el Aeropuerto de Gran Canaria en las Islas Canarias (España). El avión se estrelló por no estar configurado correctamente para la maniobra de despegue. El MD-82 llevaba 162 pasajeros y 10 tripulantes a bordo (cuatro de ellos en tránsito), de todos sólo sobrevivieron 18.[9]

- El 4 de junio de 2012, el vuelo 992 de Dana Air, se estrelló en un barrio de Lagos, la capital económica de Nigeria, chocando al menos con un edificio de dos plantas. Los servicios de rescate no hallaron sobrevivientes. En el avión viajaban 147 pasajeros y 6 tripulantes, además de 6 muertes en tierra, totalizando 159 fallecidos. Según los habitantes de la zona el avión, que volaba a baja altitud con un ensordecedor ruido de reactor, chocó contra un edificio de dos pisos. El aparato “voló muy bajo durante cinco minutos con un ruido infernal y se estrelló en una zona de viviendas (...). Se incendió luego”, contó un testigo.[10]

- El 24 de julio de 2014, un avión MD-83 con código de vuelo AH5017 operado por Air Algérie y propiedad de la compañía española Swiftair despegó a las 01:17 GMT de Burkina Faso con llegada a Argel a las 05.10 GMT (las 06.10 hora española), desapareció cuando se encontraba en el espacio aéreo de Mali cercano a la frontera con Argelia. En el aparato viajaban 110 pasajeros y 6 tripulantes, estos últimos españoles, no hubo sobrevivientes.[11]

- El 19 de octubre de 2021, un MD-87 matrícula N987AK, se estrelló y se incendió al abortar el despegue del Houston Executive Waller County Airport. No se registraron heridos de gravedad.[12]

- El 21 de junio de 2022, el vuelo 203 de Red Air, un MD-82 matrícula HI1064 que cubría la ruta Santo Domingo - Miami, presentó fallas en el tren de aterrizaje, realizó un aterrizaje de emergencia aterrizando de panza y se incendió en la pista del aeropuerto de Miami. Se reportaron 3 personas con heridas leves.[13]

## Operadores
A junio de 2020 continúan en operación 131 aeronaves, repartidos en las siguientes aerolíneas:
1. Aeronaves TSM: 15[15]
2. USA Jet Airlines: 13[16]
3. Laser Airlines: 10[17]
4. ATA Airlines Iran: 9[18]
5. Zagros Airlines: 9[19]
6. Everts Air Cargo: 8[20]
7. World Atlantic Airlines: 8[21]
8. European Air Charter: 8[22]
9. Iran Air Tour: 7[23]
10. Kish Air: 7[24]
11. Dana Air: 5[25]
12. Caspian Airlines: 5[26]
13. Taban Air: 5[27]
14. Chabahar Airlines: 4[28]
15. Rutaca Airlines: 4[29]
16. Airfast Indonesia: 4[30]
17. Red Air: 3[31]
18. Bravo Airways: 3
19. African Express Airways: 2[32]
20. ALK Airlines: 2
21. Bukovyna Aviation Enterprise: 2
22. Andes Líneas Aéreas: 2
23. Canadian Airways Congo: 2
24. Venezolana: 2
25. Albatros Airlines: 1[33]
26. Aeropostal: 1
27. Amjet Executive: 1[34]
28. Roundball LLC (Detroit Pistons): 1[35]
29. AMAC Aerospace: 1[36]
30. TezJet Air Company: 1[37]

### Antiguos Operadores

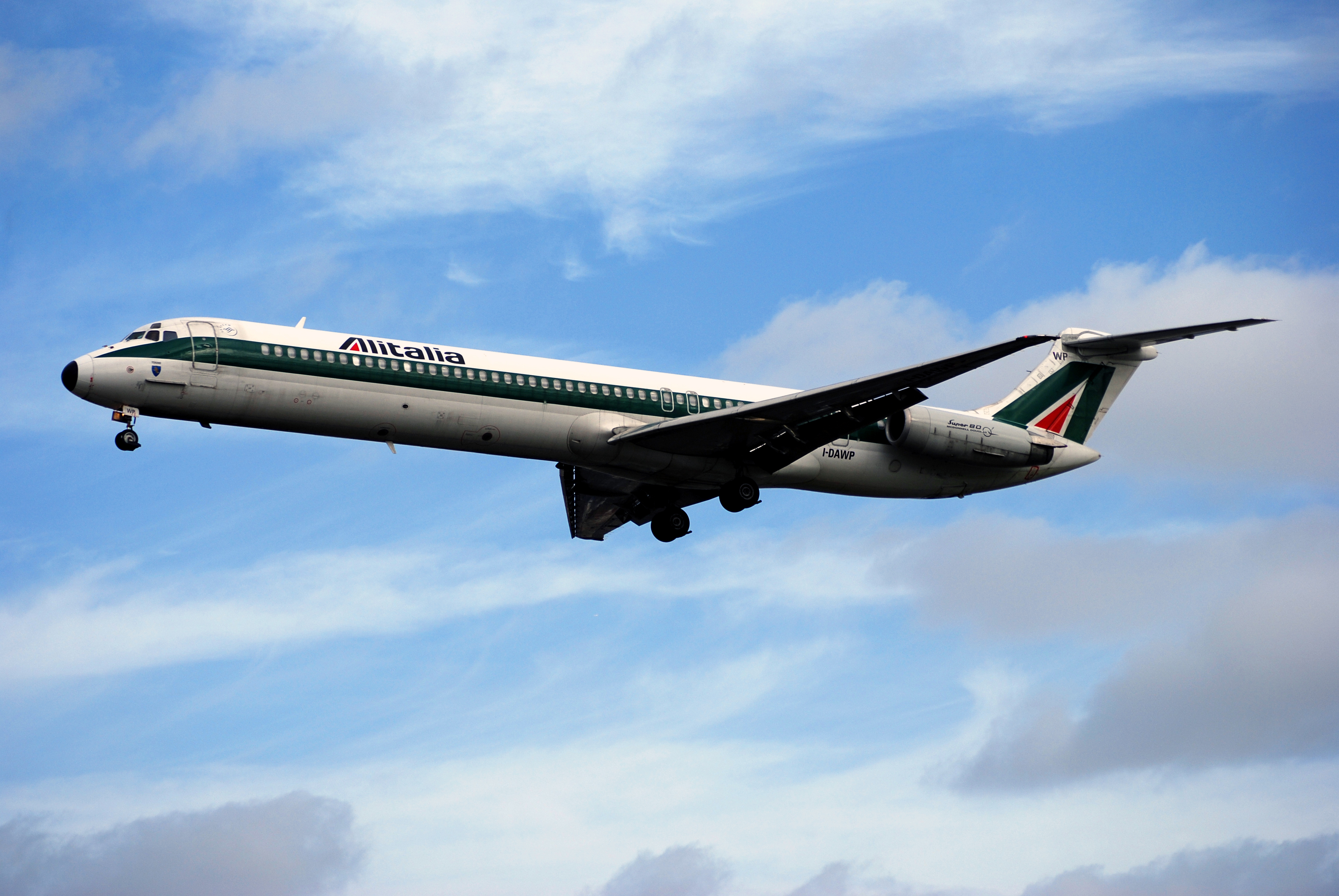
MD-80 de Alitalia en el aeropuerto de Heathrow en 2008

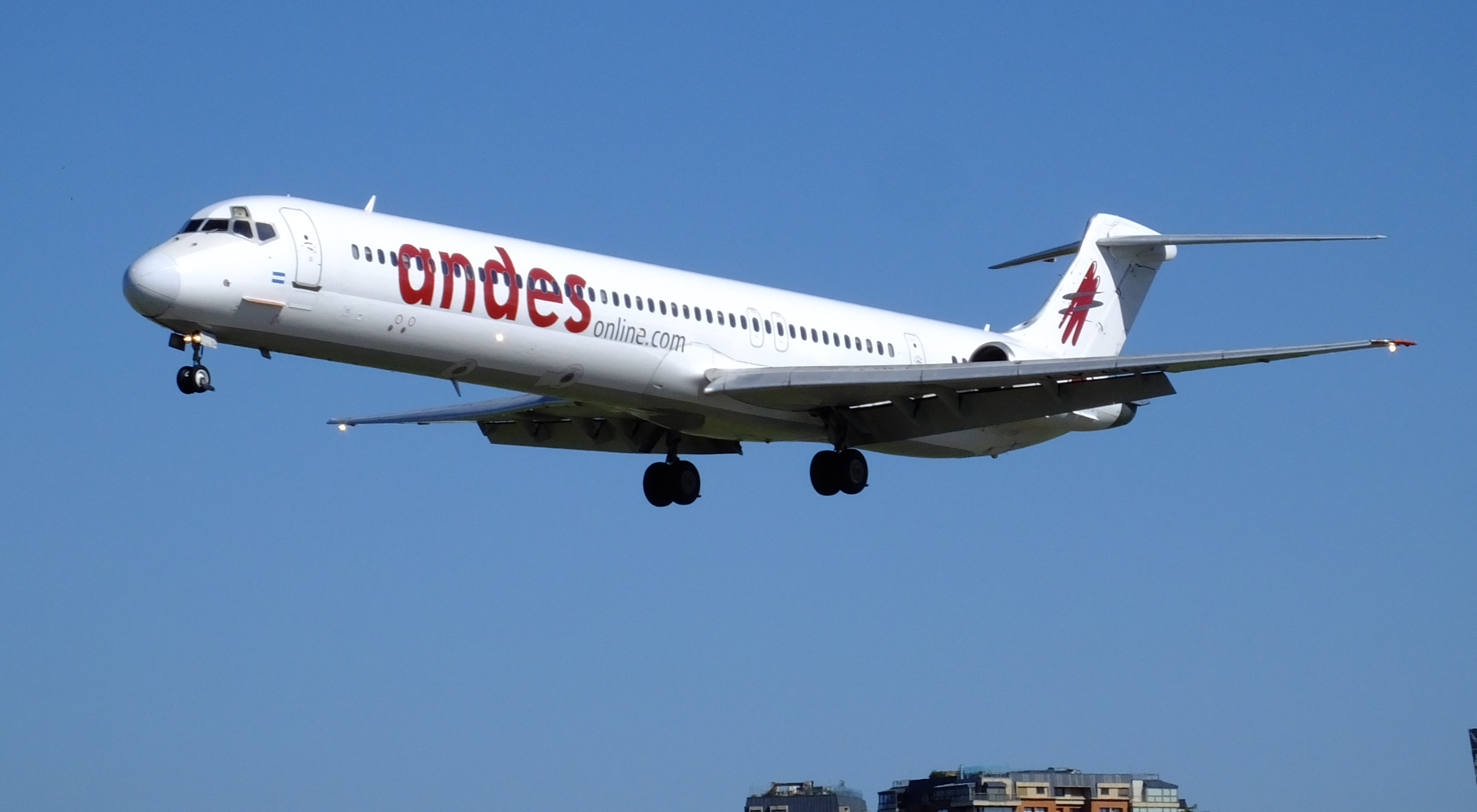
MD-83 de Andes Líneas Aéreas en Aeroparque en 2017

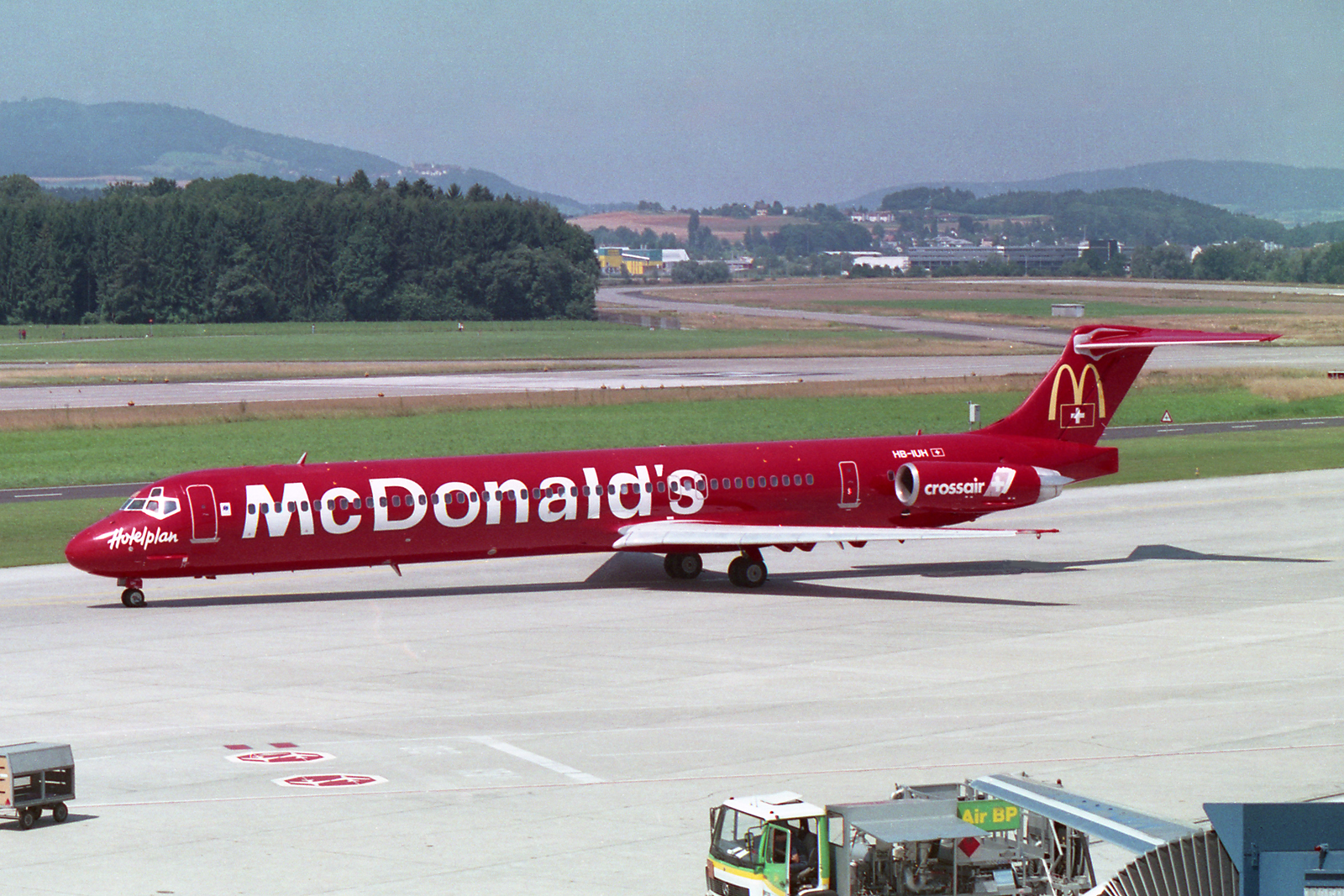
MD-83 de Crossair con publicidad de McDonald's y Hotelplan en el aeropuerto de Zúrich en 1999

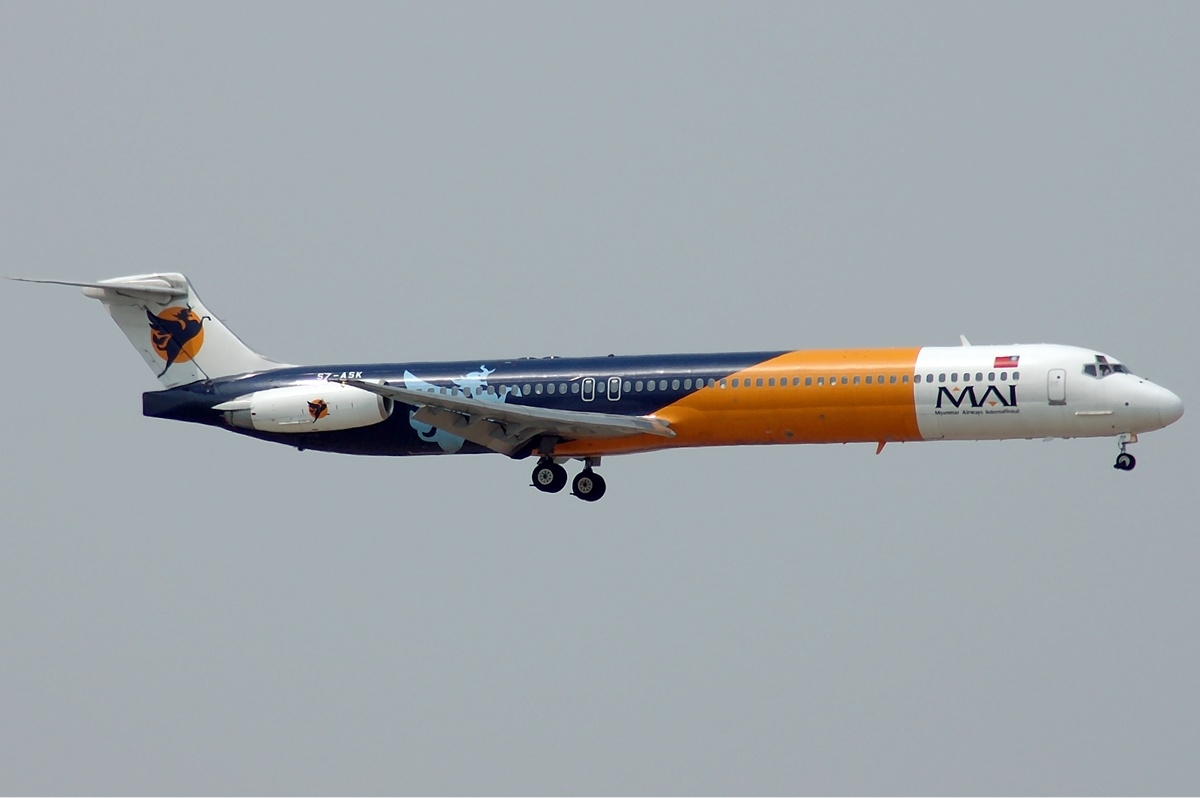
MD-82 de Myanmar Airways International

#### África
Botsuana
- Air Botswana (1)[38]

 Egipto
- AMC Airlines (2)[39]

 Eritrea
- Eritrean Airlines (2)[40]

 República Democrática del Congo
- flyCAA (4)[41]

 Ruanda
- RwandAir (3)[42]

 Sudáfrica
- Kulula.com (6)[43]
- Gryphon Airlines (3)[44]
- Global Aviation (2)[45]
- África Charter Airline (1)[46]

 Sudán
- Sudan Airways (1)[47]

 Túnez
- Nouvelair (7)[48]

#### América
Argentina
- Austral Líneas Aéreas (28)[49]
- Aerolíneas Argentinas (7)[50]

 Colombia
- Avianca (18)[51]
- Copa Airlines Colombia (12)[52]
- SAM Colombia (3)[53]

 Estados Unidos
- American Airlines (383)[54]
- Delta Air Lines (151)[55]
- Allegiant Air (61)[56]
- Alaska Airlines (48)[57]
- Spirit Airlines (37)[58]
- Ryan International Airlines (8)[59]
- Onset Financial (5)[60]
- Southeast Airlines (5)[61]
- Miami Air International (2)[62]
- United Nations (2)[63]
- North American Airlines (1)[64]
- Dynamic Aviation (1)[65]

 República Dominicana
- PAWA Dominicana (6)[66]

 Surinam
- Surinam Airways (2)[67]

#### Asia
Afganistán
- Kam Air (9)[68]

 Birmania
- Myanmar Airways International (3)[69]

 Corea del Sur
- Korean Air (16)[70]

 China
- China Southern Airlines (23)[71]
- China Eastern Airlines (16)[72]

 Indonesia
- Lion Air (20)[73]
- Wings Air (16)[74]

 Irán
- Iran Air (5)[75]
- Mahan Air (3)[76]
- Taftan Airlines (2)[77]
- Qeshm Air (2)[78]

 Japón
- Japan Airlines (19)[79]

 República de China
- Far Eastern Air Transport (16)[80]

 Tailandia
- Orient Thai Airlines (4)[81]

#### Oceanía
Estados Unidos
- Hawaiian Airlines (6)[82]

#### Europa
Austria
- Austrian Airlines (29)[83]

 Croacia
- Croatia Airlines (2)[84]

 Dinamarca
- Danish Air Transport (5)[85]
- Primera Air (1)[86]

 Eslovenia
- Adria Airways (5)[87]

 España
- Swiftair (7)[88]
- Air Europa (1)[89]

 Grecia
- Bluebird Airways (2)[90]
- Sky Express (1)[91]

 Italia
- Alitalia (90)[92]
- ItAli Airlines (5)[93]

 Moldavia
- Air Moldova (1)[94]

 Noruega
- Norwegian Air Shuttle (8)[95]

 Reino Unido
- British Island Airways (5)[96]

 Suecia
- Scandinavian Airlines System (82)[97]
- Air Sweden (2)

 Suiza
- Crossair
- Edelweiss Air (3)[98]
- Helvetic Airways (1)[99]
- Swiss International Air Lines (11)[100]

 Turquía
- Onur Air (9)[101]
- MNG Airlines (5)[102]
- Freebird Airlines (4)[103]
- Turkish Airlines (3)[104]

 Ucrania
- Windrose Airlines (5)[105]
- Anda Air (3)[106]

## Apodos
El MD-80 es conocido también con los siguientes sobrenombres:
- Bichito o skinny buggy, atribuido por su facilidad para deslizarse por pistas de aterrizaje mojadas.
- Mad Dog, por las iniciales de McDonnell Douglas, significa perro bravo o loco.
- Super Snake, dado por los pilotos de American Airlines por su longitud.
- Toscano, debido a su longitud, dado por los tripulantes de Austral Líneas Aéreas.
- Super 80, por ser la versión más sofisticada del DC-9.
- Vochito, por su fácil mantenimiento y gran diseño.

## Retiro
American Airlines anunció que comenzará la desprogramación de la flota de McDonnell Douglas MD-80. Son 27 unidades del modelo MD-83 y 1 MD-82 que acumulan un promedio de 20.6 años de antigüedad. El vuelo del último MD-80 está programado para el próximo 4 de septiembre de 2019. La desprogramación se realizará de manera paulatina, antes de que los aviones sean trasladados en vuelos “Ferry” hacia Roswell, Nuevo México y que el último vuelo será muy especial: denominado como “Flight 80”, será desde la base principal de la aerolínea en Dallas- Fort Worth, Texas, con destino al Aeropuerto Internacional Chicago O’Hare el 4 de septiembre de 2019.

### Desarrollos relacionados
- McDonnell Douglas DC-9
- McDonnell Douglas MD-90
- Boeing 717
- ACAC ARJ21

### Aeronaves similares
- Boeing 727
- Fokker F-28
- Ilyushin Il-62
- Familia Airbus A320
- Boeing 737 Classic